# 8297 Gérardfaure
8297 Gérardfaure eller 1993 QJ4 är en asteroid i huvudbältet som upptäcktes den 18 augusti 1993 av den belgiske astronomen Eric W. Elst vid CERGA-observatoriet. Den är uppkallad efter den franske amatörastronomen Gérard Fauré.